# Ormulum
L’Ormulum ou Orrmulum est une œuvre d’exégèse biblique du XIIe siècle écrite par un moine nommé Orm (ou Ormin) et composée d'un peu moins de 19 000 lignes de vers en moyen anglais incipient. Il n'en existe qu'un seul manuscrit, conservé à la bibliothèque Bodléienne de l'université d'Oxford.
Ce recueil d'homélies offre des explications sur les passages de la Bible lus lors de la messe tout au long de l'année. Il est surtout précieux en raison de l’orthographe particulière employée par Orm, qui conserve la trace de la manière dont l'anglais était prononcé à son époque. Grâce à cette orthographe et à la métrique rigoureuse qu'il suit, l’Ormulum constitue un témoignage unique sur l'état d'une langue anglaise en pleine mutation après la conquête normande de l'Angleterre.

## Origines
Contrairement à la plupart des œuvres de l'époque, l’Ormulum possède un titre et son auteur un nom. À la fin de la dédicace, celui-ci explique que :
« Icc was þær þær i crisstnedd was / Orrmin bi name nemmnedd »
—  Ded. 323-324

        
« Là où j'ai été baptisé, c'est / du nom d'Ormin qu'on m'a nommé »
Il mentionne à nouveau son nom au début de la préface, sous une forme légèrement différente (probablement pour des raisons métriques), et donne le titre de son œuvre :
« Þiss boc iss nemmnedd Orrmulum / forrþi þatt Orrm itt wrohhte »
—  Pref. 1-2

        
« Ce livre s'appelle Ormulum / parce que Orm l'a écrit »
Orm signifie « ver », « serpent » ou « dragon » en vieux norrois. Avec le suffixe myn « homme », Ormin est un nom couramment donné dans le Danelaw, une région du nord et de l'est de la Grande Bretagne soumise à l'influence danoise à partir du IXe siècle. Le titre Ormulum est construit sur le modèle du latin speculum « miroir », un terme si fréquent dans les titres d'œuvres médiévales en latin qu'il a donné son nom au genre. La langue du livre est un dialecte de l'Est des Midlands qui présente des traits norrois marqués, avec notamment l'emploi de tournures de phrases typiques ou de répétitions où un terme anglais et un terme norrois synonymes se suivent. En revanche, les influences de l'ancien français sont très rares. Une comparaison avec la Chronique de Peterborough, un autre texte produit dans les Midlands de l'Est actuelles où l'influence française est plus palpable, témoigne de la lenteur de la progression culturelle normande dans la région, ainsi que de l'assimilation de traits norrois dans le moyen anglais naissant.

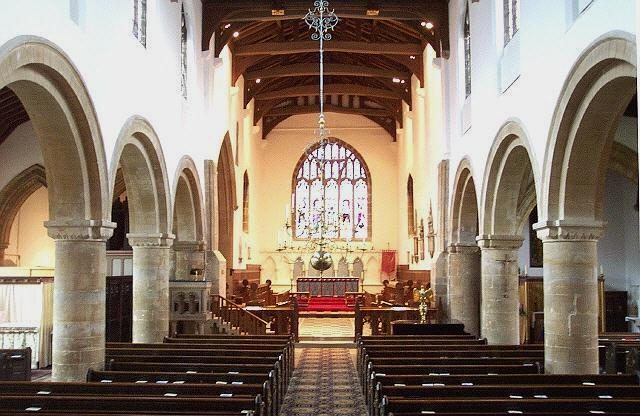
L'intérieur de l'église de l'abbaye de Bourne. Les deux arcades de la nef remontent à l'époque d'Orm.

D'après sa dédicace, l’Ormulum est rédigé à la demande de Walter, le frère d'Orm, qui est chanoine dans une abbaye augustinienne. Grâce à ces informations, on estime depuis le milieu des années 1990 que le texte est originaire de l'abbaye de Bourne, un monastère de la congrégation d'Arrouaise situé à Bourne, dans le Lincolnshire. La présence dans le texte de prières à saint Pierre et saint Paul, les patrons de l'abbaye de Bourne, tend à confirmer cette hypothèse. En revanche, il est impossible de dater avec précision la composition du texte. Les références à des événements contemporains sont trop rares pour être exploitables. Le manuscrit est le fruit de plusieurs décennies de travail, durant lesquelles Orm est revenu à de multiples reprises sur ce qu'il avait écrit auparavant. Il s'agit vraisemblablement d'un autographe : deux des trois écritures identifiées seraient de la main d'Orm, tandis qu'une troisième main appartiendrait à un collaborateur. À partir de cette troisième main, qui rédige les péricopes au début de chaque homélie, on estime que le manuscrit aurait été achevé vers 1180, mais Orm a peut-être commencé à travailler dessus dès 1150.

## Manuscrit
Il n'existe qu'une seule copie de l’Ormulum, conservée à la bibliothèque Bodléienne de l'université d'Oxford sous la cote MS Junius 1. Ce manuscrit est incomplet : la table des matières liste 242 homélies, mais il n'en subsiste que 32. Toutes les homélies annoncées par la table des matières n'ont probablement pas été rédigées, mais l'écart entre les deux chiffres s'explique également par la disparition de plusieurs cahiers du manuscrit. Ces disparitions sont attestées de manière indirecte : Jan van Vliet (1622-1666), un antiquaire néerlandais propriétaire du manuscrit au XVIIe siècle, en cite des passages qui ne figurent pas dans le manuscrit tel qu'on le connaît. D'après J. A. W. Bennett, « il ne subsiste que vingt pour cents du manuscrit original, un manuscrit particulièrement médiocre qui plus est ». En effet, ses pages sont d'un parchemin de faible qualité et couvertes d'une écriture malhabile, qui vise avant tout à économiser de la place. Les vers sont rédigés de manière continue d'un bord à l'autre de la page, comme de la prose, les mots sont collés les uns aux autres, l'espace entre les lignes est réduit et les marges sont remplies d'ajouts divers. Robert W. Burchfield estime que ce texte était « un brouillon que l'auteur comptait faire recopier par un scribe professionnel ».
On ne sait pas grand-chose du manuscrit avant le XVIIe siècle. C'est grâce à sa signature sur la page de garde qu'on sait qu'il appartenait à la collection de Jan van Vliet en 1659. Il est vendu aux enchères après sa mort, et c'est probablement à cette occasion que le bibliophile François du Jon (1591-1677) en fait l'acquisition. Dans son testament, il lègue sa collection à la bibliothèque Bodléienne, qui acquiert ainsi l’Ormulum, entre autres manuscrits.

## Contenu
Long de 18 956 vers, l’Ormulum est une explication de la doctrine chrétienne exposée dans les textes de la messe tout au long de l’année liturgique. Il s'agit du premier cycle homilétique depuis la fin du Xe siècle et les travaux d’Ælfric d'Eynsham. Son but est d’offrir un texte en anglais accessible aux personnes ne parlant pas latin : certains membres du clergé, susceptibles d'avoir du mal à comprendre la langue de la Vulgate, et la majeure partie des ouailles.
Chaque homélie paraphrase un passage des évangiles avant d'en offrir une exégèse. Leur contenu théologique n'a rien d'original : Orm suit de près l'exégèse de l'évangile selon Luc par Bède le Vénérable, les Enarrationes in Matthoei et la Glossa ordinaria. Il offre donc plus souvent une lecture allégorique que littérale des versets bibliques. Orm n'identifie pas chaque source individuellement, mais fait souvent référence au boc et au « saint livre ». Bennett suggère qu'il ait pu avoir accès dans son abbaye à une grande Vulgate reliée avec les Actes des apôtres, la Glossa ordinaria et l'œuvre de Bède : il aurait ainsi tout puisé dans ce recueil, qui constituait pour lui un « livre » unique.
Pour un lecteur moderne, les sermons de l’Ormulum semblent posséder « une faible valeur littéraire ou théologique », n'ayant recours qu'à « une seule figure rhétorique » : la répétition. Il s'agit cependant d'une œuvre qui n'a pas été conçue comme un livre au sens moderne du terme, mais seulement comme accompagnement liturgique : le prêtre ne doit en lire (et la congrégation n'entendre) qu'une seule entrée par jour. Les homélies d'Orm ne sont pas non plus rédigées pour être esthétiques, mais plutôt pour être faciles à mémoriser et à chanter : il est possible que tout, de leur prosodie très stricte à l'orthographe régulée, ait pour but d'en faciliter la récitation. Sa modestie est apparente : il avoue dans la préface avoir souvent meublé ses vers afin d'arriver au bon mètre et presse son frère Walter de corriger ses vers afin de les rendre meilleurs. Orm ne suit pas l'exemple d'Ælfric ou de Wulfstan, dont les homélies s'affranchissaient suffisamment des règles poétiques du vieil anglais pour être lisibles comme de la prose. Au contraire, il opte pour un mètre inspiré du septenarius iambique latin et écrit de manière continue, sans division en strophes ni rimes, sur le modèle de la poésie latine.
Un extrait de Ormulum à propos de la Nativité (v. 3494-3501) :
« Forrþrihht anan se time comm

þatt ure Drihhtin wollde

ben borenn i þiss middellærd

forr all mannkinne nede

he chæs himm sone kinnessmenn

all swillke summ he wollde

& whær he wollde borenn ben

he chæs all att hiss wille. »
« Dès que le moment arriva

où notre Seigneur voulut

naître en cette terre du milieu

pour le bien de toute l'humanité

il se choisit des parents

exactement comme il le voulait

et il décida qu'il naîtrait

exactement où il le souhaitait. »

## Orthographe
Pour les universitaires, le principal intérêt de l’Ormulum ne réside pas dans son contenu, mais dans l’orthographe unique qu’il utilise. Puisque Orm n'apprécie pas la manière dont les gens de son époque prononcent mal leur langue, il choisit de les écrire exactement comme ils doivent être prononcés. Son système indique sans ambiguïté la longueur et la qualité de chaque voyelle, en doublant la consonne qui suit les voyelles courtes. Dans les syllabes qui se terminent par une voyelle, la longueur est indiquée à l’aide d’accents. Du côté des consonnes, il emploie trois graphèmes distincts pour la lettre g, réservant l’ancien g insulaire ‹ ᵹ › pour la spirante palatale [j], le g carolingien ‹ g › pour l’affriquée palatoalvéolaire [d͡ʒ] et utilisant une nouvelle forme de g, ‹ ꟑ ›, pour l’occlusive vélaire [ɡ],. Il utilise aussi le digraphe ‹ ᵹh › pour la fricative vélaire [ɣ].
Orm fait preuve d’une grande méticulosité. Au début de son œuvre, il emploie de manière incohérente ‹ eo › et ‹ e › dans des mots comme beon et kneow, écrits avec ‹ eo › en vieil anglais. Vers la ligne 13 000, il change d’avis et repasse sur ce qu’il a déjà écrit pour remplacer systématiquement ‹ eo › par ‹ e › (ben, knew), afin de mieux refléter la prononciation de ces mots,.
Grâce à ce système rigoureux et à la prosodie du texte, l’Ormulum fournit suffisamment d’informations pour qu’il soit possible de reconstruire la manière dont Orm parlait sa langue. Dans la mesure où sa prononciation n’avait sans doute rien d’extraordinaire, son texte fournit un aperçu d’une précision inégalée sur la phonétique de l’anglais des Midlands dans la seconde moitié du XIIe siècle.

## Importance
L’Ormulum présente plusieurs innovations remarquables. Son mètre classique, avec une structure accentuelle fixe, anticipe le travail de poètes anglais ultérieurs, qui adoptent la même méthode lorsqu’ils sont confrontés à des prosodies étrangères. Ce livre constitue également l’unique témoignage de la tradition homilétique anglaise entre le Xe et XIVe siècles, et l’ultime représentant de la tradition vieil-anglaise en vers. Orm se distingue également dans son souci de rendre les évangiles compréhensibles pour les fidèles, près d’un demi-siècle avant le quatrième concile du Latran, en 1215. D'un point de vue linguistique, Ormulum constitue une étape en direction de l’anglais moderne, deux siècles avant Geoffrey Chaucer. Les idiosyncrasies d'Orm et sa tentative de réformer l’orthographe de la langue font de son œuvre un témoignage précieux pour l’étude de l’histoire de la langue anglaise. Avec Ancrene Wisse et Ayenbite of Inwyt, l’Ormulum est ainsi l’un des trois principaux textes permettant de documenter le passage du vieil anglais au moyen anglais.